# Geranium deltoideum
Geranium deltoideum là một loài thực vật có hoa trong họ Mỏ hạc. Loài này được Rydb. mô tả khoa học đầu tiên năm 1907.